# 17365 Thymbraeus
A 17365 Thymbraeus (ideiglenes jelöléssel (17365) 1978 VF11) egy kisbolygó a Naprendszerben. Eleanor F. Helin és Schelte J. Bus fedezte fel 1978. november 7-én.